# 516

## Esdeveniments
- Teodoric convoca el concili de Tarragona per revitalitzar les estructures eclesiàstiques de la Tarraconense. Hi assisteixen els bisbes d'Empúries, Girona, Barcelona, Elna, Terrassa, Saragossa, Cartagena, Tortosa i Vic.[1]